# Maine-et-Loire
Maine-et-Loire ( fransk udtale ?) er et fransk departement i regionen Pays de la Loire. Hovedbyen er Angers, og departementet har 732.942 indbyggere (1999).
Der er 4 arrondissementer, 21 kantoner og 185 kommuner i Maine-et-Loire.
Departementet har navn efter provinsen Maine og floden Loire.